# Berzosa del Lozoya
Berzosa del Lozoya är en kommun i Spanien.   Den ligger i den autonoma regionen Madrid, i den centrala delen av landet, 60 km norr om huvudstaden Madrid. Antalet invånare är 231.

## Geografi
Kommunen ligger i mycket kuperad terräng, på sluttningarna av ’’La Mujer Muerta’’, även kallad Peña de Cabra, i Ayllónmassivet, under bergstopparna Albirigoño, Peña Portilla och El Picazo. 
Området har vegetation som består av snår av cistus och skogsområden med ek, områden med tall, särskilt på kullarna med utsikt över El Villar-reservoaren. Även stenek finns representerad.
Genom Berzosa rinner Lozoyafloden, Ríatofloden och bäcken Barranco de la Hiena. Dessutom finns källorna Norteña och Saz.
El Villar-reservoaren är en av de första som byggdes för att förse Madrid med vatten.
Den här artikeln är helt eller delvis baserad på material från spanskspråkiga Wikipedia, Berzosa del Lozoya, 15 april 2025.